# Saint-Étienne-de-Serre
Pour les articles homonymes, voir Saint-Étienne (homonymie).
Saint-Étienne-de-Serre, appelée le plus souvent Serres, est une commune française située dans le département de l'Ardèche, en région Auvergne-Rhône-Alpes.
Ses habitants sont appelés les Serrous et les Serrouses.

## Géographie

### Situation et description
La commune est située à 30 kilomètres de Privas, du Cheylard et de la vallée du Rhône. Vue sur les Alpes.

### Climat
Pour des articles plus généraux, voir Climat d'Auvergne-Rhône-Alpes et Climat de l'Ardèche.
En 2010, le climat de la commune est de type climat méditerranéen altéré, selon une étude du CNRS s'appuyant sur une série de données couvrant la période 1971-2000. En 2020, Météo-France publie une typologie des climats de la France métropolitaine dans laquelle la commune est exposée à un climat de montagne ou de marges de montagne et est dans une zone de transition entre les régions climatiques « Moyenne vallée du Rhône » et « Sud-est du Massif Central ». 
Pour la période 1971-2000, la température annuelle moyenne est de 12,2 °C, avec une amplitude thermique annuelle de 17,8 °C. Le cumul annuel moyen de précipitations est de 1 328 mm, avec 7,2 jours de précipitations en janvier et 5,1 jours en juillet. Pour la période 1991-2020, la température moyenne annuelle observée sur la station météorologique de Météo-France la plus proche, « Gluiras Rad », sur la commune de Gluiras à 5 km à vol d'oiseau, est de 11,2 °C et le cumul annuel moyen de précipitations est de 1 201,5 mm,. Pour l'avenir, les paramètres climatiques de la commune estimés pour 2050 selon différents scénarios d'émission de gaz à effet de serre sont consultables sur un site dédié publié par Météo-France en novembre 2022.

### Hydrographie
Le territoire communal est traversé par la Glueyre, l'Auzène et l'Orsane.

## Urbanisme

### Typologie
Au 1er janvier 2024, Saint-Étienne-de-Serre est catégorisée commune rurale à habitat très dispersé, selon la nouvelle grille communale de densité à 7 niveaux définie par l'Insee en 2022.
Elle est située hors unité urbaine et hors attraction des villes,.

### Occupation des sols
L'occupation des sols de la commune, telle qu'elle ressort de la base de données européenne d’occupation biophysique des sols Corine Land Cover (CLC), est marquée par l'importance des forêts et milieux semi-naturels (85,9 % en 2018), une proportion sensiblement équivalente à celle de 1990 (85,7 %). La répartition détaillée en 2018 est la suivante : 
forêts (56,1 %), milieux à végétation arbustive et/ou herbacée (29,8 %), prairies (12,5 %), zones agricoles hétérogènes (1,6 %).
L'évolution de l’occupation des sols de la commune et de ses infrastructures peut être observée sur les différentes représentations cartographiques du territoire : la carte de Cassini (XVIIIe siècle), la carte d'état-major (1820-1866) et les cartes ou photos aériennes de l'IGN pour la période actuelle (1950 à aujourd'hui).

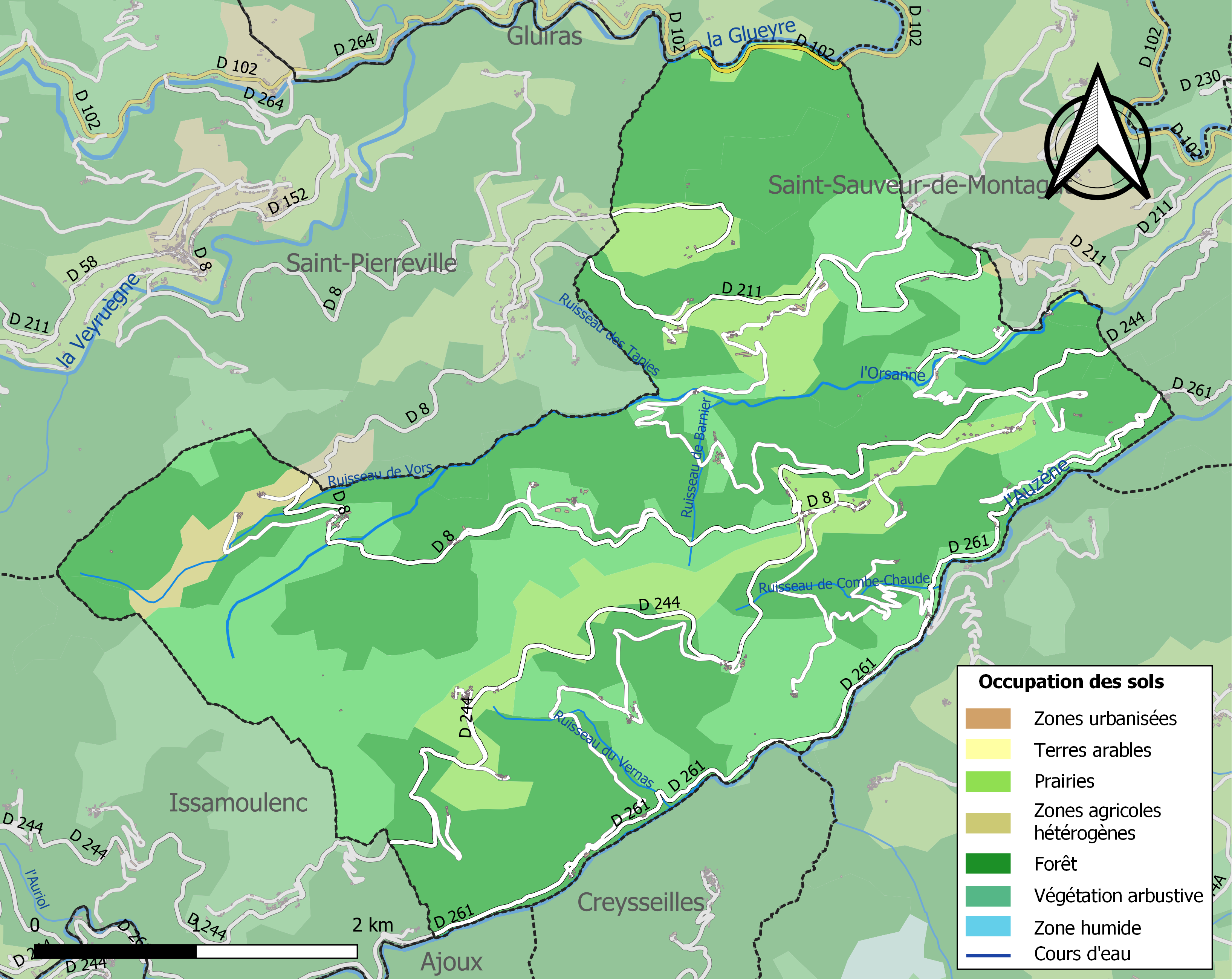
Carte des infrastructures et de l'occupation des sols de la commune en 2018 (CLC).

## Histoire
Au XIIIe siècle, le hameau de Serrettes, perché au-dessus de la vallée d'Auzène, est un fief du comte de Valentinois. En 1258, une bulle du Pape confirme que l'église de Saint Étienne de Serres et ses dépendances appartiennent au prieuré de Charay (Privas), rattaché au Puy.
Au milieu du XVe siècle, nous savons par les « estimes » de 1464 que 33 feux y sont établis, soit environ 150 habitants. L'agriculture y est déjà développée : les châtaigniers, les chèvres et les porcs, le blé, le vin et le seigle nourrissent ses habitants ; des moulins sont déjà présents. Le lent travail d'aménagement des pentes a alors commencé et conduira aux paysages de terrasse et de châtaigneraies d'aujourd'hui. On y trouve quelques maisons fortes, dont le « château Bernard », à Freydier.
Au XVIe siècle, les habitants de Serres passeront à la Réforme protestante  et en subiront les vicissitudes jusqu'à la Révolution.
En 1691, la route royale dite des « Dragonnades », construite de Privas au Cheylard pour surveiller les habitants protestants, traverse la commune et a longtemps été la seule route importante. Elle témoigne des équipements de l'époque et a permis le développement économique de la commune.
En 1726, la petite seigneurie de Craux, abrite clandestinement le 1er synode national postérieur à la révocation de l’Édit de Nantes. En 1744, au Serre de Lès, point culminant de la commune que se tint une grande assemblée de 4 000 protestants bravant publiquement le pouvoir royal.
Au XIXe siècle, Serres atteint 1 000 habitants, il développe sa production de châtaignes tandis que quelques moulinages se créent sur ses deux rivières : l'Auzène et l'Orsanne.

## Politique et administration

### Liste des maires
| Période                                  | Période                   | Identité              | Étiquette | Qualité     |
| ---------------------------------------- | ------------------------- | --------------------- | --------- | ----------- |
| Les données manquantes sont à compléter. |                           |                       |           |             |
| 1959                                     | 1971                      | Louis Meyssonnier     | DVG       | Agriculteur |
| 1971                                     | 1983                      | Jacques Meyssonnier   | DVG       | Agriculteur |
| 1983                                     | 1989                      | Francette Riou        |           |             |
| 1989                                     | 2001                      | Jean-Marc Havond      |           | Agriculteur |
| mars 2001                                | 2014                      | Yves Bazin            | DVG       |             |
| 2014                                     | 2020                      | Nathalie Malet-Torres |           | Employée    |
| 2020                                     | En cours (au 6 août 2020) | Jérôme Coste          |           |             |

## Population et société

### Démographie
L'évolution du nombre d'habitants est connue à travers les recensements de la population effectués dans la commune depuis 1793. Pour les communes de moins de 10 000 habitants, une enquête de recensement portant sur toute la population est réalisée tous les cinq ans, les populations de référence des années intermédiaires étant quant à elles estimées par interpolation ou extrapolation. Pour la commune, le premier recensement exhaustif entrant dans le cadre du nouveau dispositif a été réalisé en 2008.

En 2022, la commune comptait 217 habitants, en évolution de −4,41 % par rapport à 2016 (Ardèche : +2,48 %, France hors Mayotte : +2,11 %).
| 1793 | 1800 | 1806 | 1821 | 1831 | 1836 | 1841  | 1846 | 1851  |
| ---- | ---- | ---- | ---- | ---- | ---- | ----- | ---- | ----- |
| 752  | 695  | 867  | 856  | 953  | 971  | 1 006 | 993  | 1 010 |

| 1856 | 1861  | 1866  | 1872 | 1876 | 1881 | 1886 | 1891 | 1896 |
| ---- | ----- | ----- | ---- | ---- | ---- | ---- | ---- | ---- |
| 972  | 1 035 | 1 034 | 963  | 906  | 915  | 896  | 874  | 869  |

| 1901 | 1906 | 1911 | 1921 | 1926 | 1931 | 1936 | 1946 | 1954 |
| ---- | ---- | ---- | ---- | ---- | ---- | ---- | ---- | ---- |
| 807  | 817  | 756  | 667  | 635  | 627  | 592  | 491  | 403  |

| 1962 | 1968 | 1975 | 1982 | 1990 | 1999 | 2006 | 2008 | 2013 |
| ---- | ---- | ---- | ---- | ---- | ---- | ---- | ---- | ---- |
| 336  | 317  | 254  | 192  | 186  | 172  | 201  | 209  | 222  |

| 2018 | 2022 | - | - | - | - | - | - | - |
| ---- | ---- | - | - | - | - | - | - | - |
| 215  | 217  | - | - | - | - | - | - | - |

### Enseignement
La commune est rattachée à l'académie de Grenoble.

### Cultes
L'église (propriété de la commune) et la communauté catholique de Saint-Étienne-de-Serre sont rattachées à la paroisse catholique de « Sacré Cœur en Val d’Eyrieux », elle même rattachée au diocèse de Viviers.

### Médias
Deux organes de presse écrite sont distribués dans la commune :
- L'Hebdo de l'Ardèche

Il s'agit d'un journal hebdomadaire français basé à Valence et diffusé à Privas depuis 1999. Il couvre l'actualité pour tout le département de l'Ardèche.
- Le Dauphiné libéré

Il s'agit d'un journal quotidien de la presse écrite française régionale distribué dans la plupart des départements de l'ancienne région Rhône-Alpes, notamment l'Ardèche. La commune est située dans la zone d'édition de Privas.

## Économie
- Agriculture : la châtaigne reste une production significative, valorisée parfois sur place, l'agriculture se maintient autour de l'élevage, mais, une partie de ses 180 habitants doit aller travailler à Saint-Sauveur-de-Montagut ou même plus loin.

## Culture locale et patrimoine

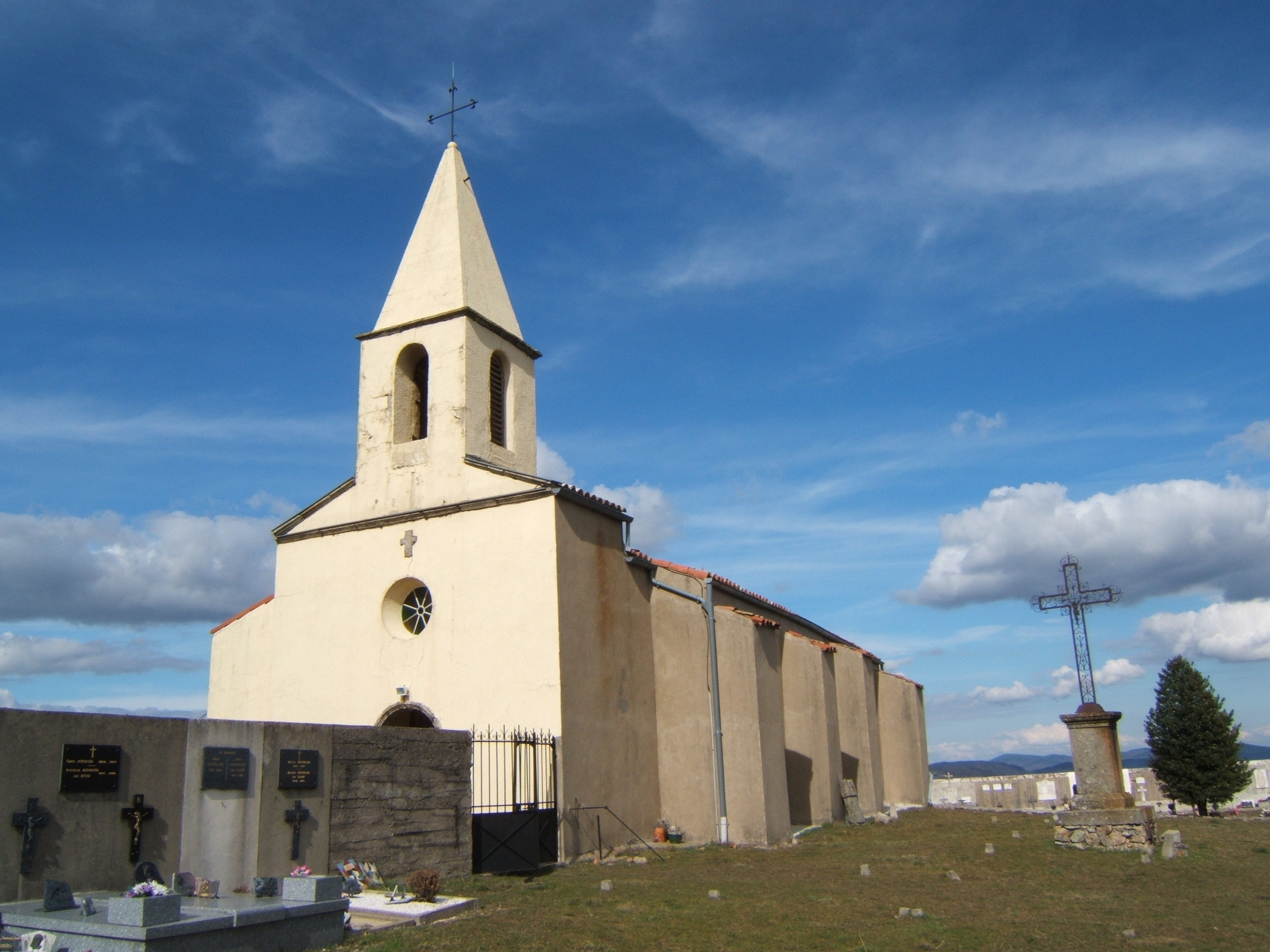
Église Saint-Étienne.

### Lieux et monuments
- Le temple du Fival. Il abrite une exposition sur la Route des Dragonnades. Il héberge chaque année un festival de musique classique, Les musicales du Fival[20].
- L’église Saint-Étienne de Saint-Étienne-de-Serre. Elle est citée dès le XIIIe siècle, elle a été beaucoup remaniée au cours des siècles. D'architecture très simple, elle se situe sur un emplacement particulièrement panoramique.
- Le pont d'Auzène date de la construction de la route des Dragonnades. Un premier pont fut construit mais s'écroula dès le retrait des étais, son architecte fut emprisonné.

### Événements
- Fête annuelle du village, avec une crique géante et clôturée par un feu d'artifice réputé dans un site unique (dernier week-end de juillet).
- Passage du Rallye de Monte Carlo (Épreuve Spéciale Saint-Pierreville - col de la Fayolle).
- Passage de la cyclotouriste « L'ardéchoise ».

### Héraldique
|  | Saint-Étienne-de-Serre possède des armoiries dont l'origine et le blasonnement exact ne sont pas disponibles. |